# Constantin N. Dinculescu
Constantin N. Dinculescu (n. 23 noiembrie 1898, Alexandria – d. 15 septembrie 1990, București) a fost un inginer român, profesor universitar, membru titular al Academiei Române, rector al Institutului Politehnic București și profesor la Institutul Politehnic Timișoara.
Este considerat fondatorul școlii românești de centrale electrice. Ca rector al Institutului Politehnic București, a înființat secția de Energetică Nucleară din cadrul Facultății de Energetică.

## Distincții
- Ordinul Muncii clasa a II-a (31 mai 1957) „pentru merite deosebite în muncă, cu ocazia celui de al II-lea Congres al Asociației Științifice a Inginerilor și Tehnicienilor din Republica Populară Romînă”[1]
- Ordinul „23 August” clasa a V-a (12 august 1959) „pentru activitate rodnică în dezvoltarea științei și culturii din Republica Populară Romînă”[2]
- Ordinul Muncii clasa I (1963)[3]
- Ordinul „Meritul Științific” clasa a II-a (26 septembrie 1966) „pentru merite deosebite în activitatea științifică, cu prilejul Centenarului Academiei Republicii Socialiste România”[4]
- Ordinul „Steaua Republicii Socialiste România” clasa I (1968)[5]
- Ordinul „23 August” clasa I (23 noiembrie 1973) „pentru îndelungată și rodnică activitate didactică, științifică și obștească și contribuția adusă la opera de construire a socialismului in patria noastră, cu prilejul împlinirii virstei de 75 de ani”[6]
- Ordinul „Meritul Științific” clasa I (7 mai 1981) „pentru rezultatele obținute în îndeplinirea cincinalului 1976–1980, pentru contribuția deosebită adusă la înfăptuirea politicii Partidului Comunist Român de făurire a societății socialiste multilateral dezvoltate în patria noastră, cu prilejul aniversării a 60 de ani de la făurirea Partidului Comunist Român”[7]